# Stephanocyathus elegans
Espèce
Stephanocyathus elegans est une espèce éteinte de coraux de la famille des Caryophylliidae.